# Hexalobus monopetalus
Hexalobus monopetalus là loài thực vật có hoa thuộc họ Na. Loài này được (A.Rich.) Engl. & Diels mô tả khoa học đầu tiên năm 1901.